# دیابلو ۲: ارباب کشتار
دیابلو ۲: ارباب کشتار (انگلیسی: Diablo II: Lord of Destruction) یک بسته الحاقی برای بازی ویدئویی نقش‌آفرینی اکشن و هک اند اسلش دیابلو ۲ است که توسط بلیزارد شمال توسعه یافته و به‌وسیلهٔ بلیزارد انترتینمنت و در ژوئن ۲۰۰۱ برای پلت‌فرم‌های مایکروسافت ویندوز و مک‌اواس منتشر شده‌است.

## داستان
بعد از اینکه بازیکن با موفقیت به جهنم نفوذ کرده و دیابلو را در فصل چهارم شکست می‌دهد، هنگام بازگشت به قلعه پاندمونیوم، توسط فرشته‌ی بزرگ تایرال با یک احضار فوری روبرو می‌شود. تایرال درگاهی به هاروگاث، یک دژ در کوه آرئات در ارتفاعات شمالی بربرها باز می‌کند. همانطور که در پایان فصل چهارم نشان داده شد، در حالی که دو تن از اهریمن‌های اصلی جهنم، دیابلو و مفیستو، شکست خورده و سنگ‌های روحشان در جهنم‌ساز نابود شده‌اند، برادر باقی‌مانده‌شان بعل، سنگ روح خود را از راوی داستان، ماریوس، پس گرفته است. بعل ارتشی گرد آورده و به کوه آرئات حمله کرده است، جایی که ساکنان بربر آن مأمور محافظت از سنگ جهانی هستند.
در فصل پنجم شش مأموریت وجود دارد. بازیکن از دژ هاروگاث شروع می‌کند. در کوهستان همچنین غارهای یخی و چاله‌های زیرزمینی جهنمی (که یادآور جهنم در فصل چهارم هستند) برای کشتن هیولاهای بیشتر و کسب تجربه وجود دارند. پس از رسیدن به قله آرئات، بازیکن به قلعه سنگ جهانی دسترسی پیدا می‌کند.
بسیاری از مردم هاروگاث در ابتدا به شخصیت بازیکن اعتماد ندارند (حتی اگر بازیکن در کلاس بربر بازی کند). بازیکن باید شنک ناظر را که هجوم را در تپه‌های خونین رهبری می‌کند بکشد تا محاصره هاروگاث پایان یابد. بازیکن همچنین می‌تواند مدافعان بربر اسیر شده را نجات دهد. تکمیل این مأموریت‌ها به تدریج باعث می‌شود ساکنان شهر به بازیکن علاقه‌مند شوند و به او کمک یا خدمات دیگری ارائه دهند.
بازیکن به زودی متوجه می‌شود که یکی از مشاوران یا بزرگان هاروگاث به نام نیهاتاک با بعل معامله کرده است تا در ازای دسترسی به قلعه سنگ جهانی، هاروگاث را ببخشد. پس از نجات آنیا و آگاهی از این خیانت، بازیکن باید نیهاتاک را که در میان نوکرانش در تالارهای وات پناه گرفته است پیدا کرده و بکشد.
پیش از دسترسی به قلعه سنگ جهانی، بازیکن باید سه بربر افسانه‌ای محافظ سنگ جهانی به نام‌های تالیک مدافع، ماداوک محافظ و کورلیک نگهبان را شکست دهد که فقط افراد شایسته را عبور می‌دهند. پس از موفقیت بازیکن، این بزرگان هشدار می‌دهند که بعل قبلاً وارد قلعه شده و مانع حضور تایرال شده است.
در نهایت، بازیکن با بعل در اتاق سنگ جهانی مبارزه می‌کند، پس از آنکه گروه نوکرانش در تختگاه نابودی را شکست می‌دهد. تایرال پس از مرگ بعل ظاهر می‌شود، به بازیکن تبریک می‌گوید و درگاهی به پایان نابودی، پایان بازی باز می‌کند. از آنجا که سنگ جهانی توسط بعل آلوده شده است، تایرال چاره‌ای جز نابودی آن قبل از ریشه دواندن قدرت جهنم ندارد؛ عواقب نابودی سنگ جهانی تا بیست سال بعد به طور کامل مشخص نخواهد شد.

## ویژگی‌ها
بسته الحاقی Lord of Destruction ویژگی‌های جدید زیادی به بازی دیابلو ۲ اضافه کرده است که شامل موارد زیر می‌شود:
دو کلاس شخصیت جدید: آدمکش و دروید
یک فصل پنجم جدید که در اطراف کوه آرئات در ارتفاعات بربرها اتفاق می‌افتد و باس نهایی آن بعل است
اقلام جدید شامل سلاح‌ها و زره‌های تازه:
۳۳ رون مختلف که می‌توان در سوکت‌ها قرار داد و امتیازاتی متفاوت از سنگ‌ها ارائه می‌دهند
رون‌وردها که ترکیب خاصی از رون‌ها هستند و وقتی در یک آیتم مناسب قرار بگیرند امتیازات ویژه‌ای می‌دهند
صدها دستورالعمل جدید برای هورادریک کیوب
آیتم‌های crafted که شبیه آیتم‌های rare هستند اما فقط با کیوب ساخته می‌شوند
جواهراتی که امتیازات تصادفی می‌گیرند و می‌توان آنها را در سوکت‌ها قرار داد
آیتم‌های اتری که قوی‌تر از نسخه معمولی هستند اما قابل تعمیر نیستند
چرم‌هایی که در اینونتوری قرار می‌گیرند و امتیازات دائمی می‌دهند
آیتم‌های مخصوص هر کلاس که فقط توسط یک شخصیت خاص قابل استفاده هستند
آیتم‌های یونیک و ست جدید، از جمله ست‌های مخصوص کلاس‌ها
فضای ذخیره‌سازی دو برابر شده
سیستم تعویض سریع سلاح/سپر/جادو با کلید میانبر
همراهان (hirelings) اکنون می‌توانند در تمام فصل‌ها همراه بازیکن باشند و می‌توان به آنها زره و سلاح داد
امکان بازی با رزولوشن 800x600 به جای 640x480
این بسته الحاقی همچنین تعادل بازی را تغییر داده و محتوای قابل بازی بیشتری اضافه کرده است.

## موسیقی
موسیقی بازی دیابلو ۲: ارباب کشتار در براتیسلاوا، اسلواکی با اجرای ارکستر سمفونیک رادیو اسلواکی ضبط شد. کیرک تروور از ارکستر سمفونیک ناکسویل رهبری این اجراها را بر عهده داشت. این موسیقی در سپتامبر ۲۰۰۰ نوشته شد و اولین باری بود که مت یولمن با یک ارکستر کار می‌کرد. ضبط بخش ارکستری در اسلواکی در ژانویه ۲۰۰۱ انجام شد.
سبک موسیقی این بازی ترکیبی از کلاسیک مدرن و تجربی است که تلاش دارد حال و هوایی واگنری به خود بگیرد.
منابع الهام موسیقی:
- آهنگ "Fortress" از فصل پنجم بازی، از انواع موسیقی اپرایی الهام گرفته است، از جمله اثر "پلئاس و ملیزاند" از کلود دبوسی، با ارجاع مستقیم به قسمتی از "صحنه ۱: Je ne pourrai" از پرده اول این نمایشنامه.
- آهنگ "Ice Caves" از فصل پنجم تحت تأثیر بخش‌هایی از موسیقی "سرگیجه" برنارد هرمان و قسمتی از "تریونفو دی آفرودیت" کارل ارف خلق شده است.
- آهنگ "Ancients" از فصل پنجم شامل نقل قول مستقیمی از پیش‌درآمد پرده اول "تریستان و ایزولد" ریچارد واگنر است.
- آهنگ "Siege" از فصل پنجم از بخش‌هایی از "مریخ" اثر گوستاو هولست الهام گرفته و شامل نقل قول مستقیمی از این اثر است.